# ピアソン平和メダル
ピアソン平和メダル (ピアソンへいわメダル、英語:Pearson Medal of Peace)は、国際奉仕と理解において卓越した成果をあげたカナダ人（個人）に対して毎年贈られるカナダ国際連合協会のメダルである。
メダルの名称は、ノーベル平和賞を受賞したレスター・B・ピアソン首相にちなむ。評価の対象となる成果には、途上国支援、紛争諸国間の仲介、難民救助、人権や人道のための正義、国際法と国際機関を通じた平和的な変化などがある。カナダ人なら誰でも推薦し、候補者になれるが、自薦は認められていない。通常、カナダ総督によって国連の日（10月24日）か世界人権デー（12月10日）に授与式が行われる。

## 受章者一覧
1979年に最初のメダルが贈られた。
- 1979 - Paul-Émile Léger
- 1980 - J. King Gordon
- 1981 - E. L. M. Burns
- 1982 -  Hugh L. Keenleyside
- 1983 - George-Henri Lévesque
- 1984 - ジョージ・イグナティエフ
- 1985 - Lois Miriam Wilson
- 1986 - Meyer Brownstone
- 1987 - Nancy Meek Pocock
- 1988 - Edward Scott
- 1989 - Maurice Strong
- 1990 - Murray Thomson
- 1991 - Muriel Duckworth
- 1992 - Eric Hoskins
- 1993 - エスコット・リード
- 1994 - Martin Connell
- 1995 - Gisèle Côté-Harper
- 1996 - Gerry Barr
- 1997 - Hanna Newcombe
- 1998 - Pat Roy Mooney
- 1999 - Flora MacDonald
- 2000 - 受章者なし
- 2001 - アーシュラ・フランクリン
- 2002 - Alex Morrison
- 2003 - Stephen Lewis
- 2004 - ロメオ・ダレール
- 2005–2009 - 受章者なし
- 2010 - Ernie Regehr
- 2013 - Donald S. Ethell
- 2014 - Nigel Fisher
- 2016 - ルイーズ・アルブール
- 2018 - Lloyd Axworthy
- 2019 - 受章者なし
- 2020 - Beverley McLachlin